# Logistikzug NRW

Taktisches Zeichen Logistikzug

Der Logistikzug NRW ist eine vom Land NRW aufgestellte Einheit des Katastrophenschutzes. Diese Einheit ist so konzipiert, dass sie jegliche andere Katastrophenschutzeinheit des Landes NRW – d. h. deren Mannschaft und Einsatzmittel – versorgen kann. Formell wurde das Konzept als „Logistikzug für die vorgeplante überörtliche Hilfe im Land NRW“ entwickelt und per Erlass eingeführt. Derzeit befinden sich die Züge im Aufbau, d. h. die Beschaffung der Einsatzmittel und die notwendigen Unterweisungen und Fortbildungen wurden noch nicht flächendeckend vollzogen.

## Grundlagen
In NRW sind eine Reihe von Katastrophenschutzkonzepten in Verbandsstärke etabliert, bspw. die Behandlungsplatzbereitschaft, die Betreuungsplatzbereitschaft, die ABC-Bereitschaft oder die Bezirksbereitschaften des Brandschutzes und der technischen Hilfeleistung. Der Logistikzug ist als Ergänzung für alle diese Konzepte und deren Teileinheiten vorgesehen. Ziel ist es, die weitere logistische Unterstützung zu reduzieren, d. h. die Autarkie der Katastrophenschutzeinheiten zu erhöhen. So wird die anfordernde Stelle von diesen Aufgaben weitgehend entlastet.
Planerisch wird für jede Bezirksbereitschaft ein Logistikzug aufgestellt, wodurch sich eine Gesamtzahl von 24 Zügen ergibt.

## Aufgaben
Der Logistikzug kann insgesamt, mit den eigenen Kräften eingerechnet, bis zu 175 Einsatzkräfte mit mitgeführtem Material 24 Stunden autark versorgen. Danach führt er selbstständig nötige Verbrauchsgüter nach, um eine weitere Versorgung zu gewährleisten. In dieser Versorgung sind nach Erlass verschiedene Dinge mit eingeplant, die die verschiedenen Bereiche des Logistikzuges ergeben.
- Verpflegung: der Verpflegungsbereich kann am Tag bis zu vier Mahlzeiten, davon zwei warme und zwei kalte, herstellen und bereitstellen bzw. ausgeben. Auch die Getränkebereitstellung läuft über diesen Bereich.
- Ruhe: der Ruhebereich richtet einen Raum oder Bereich ein, in dem Einsatzkräfte ruhen können. Dazu zählen das Bereitstellen von Betten und die Ausgabe von Gütern täglichen Bedarfs wie etwa Zahnpasta oder ähnlichem. Für den Ruhebereich wird zudem ein Belegungsplan erstellt, um Personen gezielt wecken zu können. Um eine Erholung der Einsatzkräfte zu ermöglichen, muss dieser Bereich außerhalb des Einsatzgebietes liegen und für Betroffene nicht erreichbar sein.
- Aufenthalt: im Aufenthaltsbereich werden Freizeitangebote bereitgestellt zu denen etwa Fernseher, Gesellschafts- und Ballspiele zählen können. Auch ausreichend Steckdosen und ein WLAN-Netz zur Sicherstellung der persönlichen Information und Kommunikation sind inbegriffen.
- Technik: Wartungen und einfache Reparaturen an Geräten und Fahrzeugen fallen in den technischen Bereich. Nach erster Begutachtung wird entschieden, ob die Arbeiten selbstständig durchgeführt werden können, oder ob die Vermittlung an eine dritte Stelle notwendig ist. Sollte dies der Fall sein ist es auch Aufgabe des Bereichs die Geräte und Fahrzeuge zu transportieren. Generell werden Transporte von Material, Betriebsmitteln etc. durch den technischen Bereich abgedeckt.
- Sanität: eine Erstversorgung und der Transport von verletzten oder erkrankten Einsatzkräften der begleiteten Einheit wird durch den Sanitätsbereich sichergestellt. Eventuelle Ausfälle von Kräften werden an die Führung des Logistikzuges gemeldet. Psychosoziale Notfallversorgung ist durch den Bereich Sanität nicht vorgesehen.
- Energie: der anfallende Energiebedarf wird von einem eigenen Bereich abgedeckt. Jegliche Beleuchtung, Beheizung und Elektroversorgung in den einzelnen Bereichen bzw. Räumen des Logistikzuges wird übernommen. Darunter fallen auch Ladeerhaltungen für Einsatzfahrzeuge

- Führung: um alle Bereiche zu koordinieren ist eine Führung des Logistikzuges vorgesehen. Sie kommuniziert mit der Einsatz- oder Einsatzabschnittsleitung und organisiert den Logistikzug lageabhängig. Ergänzend übernimmt sie die Koordination des Abmarsches, den Nachschub des Logistikzuges und die damit verbundenen Finanzen.

## Organisation
Der Logistikzug ist den Teilbereichen entsprechend organisiert. Je nach Lage können Teilbereiche einander unterstellt werden, um etwa die Zusammenarbeit einfacher zu gestalten.
| Bereich            |  | Fahrzeuge               | Besatzung           |
| ------------------ |  | ----------------------- | ------------------- |
|                    |  |                         |                     |
| Führung            |  | Führungsfahrzeug        | 1/1/3/5             |
|                    |  |                         |                     |
| Verpflegung        |  | Bt-Lkw NRW              | 0/2/4/6             |
|                    |  | evtl. Kühlanhänger      |                     |
|                    |  |                         |                     |
| Ruhe u. Aufenthalt |  | Bt-Lkw / GW-L NRW o. ä. | 0/1/3/4 und 0/1/2/3 |
|                    |  |                         |                     |
| Technik            |  | GW-L NRW / GW-L2        | 0/1/2/3             |
|                    |  | GW-L NRW / GW-L2        | 0/0/3/3             |
|                    |  |                         |                     |
| Sanität            |  | KTW-B / RTW             | 0/0/2/2             |
|                    |  | KTW-B / RTW             | 0/0/2/2             |
|                    |  |                         | 0/1/0/1             |
|                    |  |                         |                     |
| Energie            |  | GW-L NRW                | 0/1/2/3             |
|                    |  | FwA Notstrom NRW        | 0/0/1/1             |
|                    |  |                         |                     |
| insgesamt          |  |                         | 1/8/26/35           |

Zusätzlich zu diesen Fahrzeugen sind weitere Mannschaftstransportfahrzeuge, Betreuungskombis und Kommandowagen vorgesehen, da die eingeplante Personenstärke die Anzahl der Sitze in den Fahrzeugen übersteigt. Die Gesamtanzahl der Personen soll jedoch 40, die der Fahrzeuge 12, nicht übersteigen, um den Einsatz des Logistikzuges planbar zu lassen.
Die modulare Aufstellung des Logistikzuges ermöglicht es einzelne Bereiche des Zuges nach Bedarf anzufordern, d. h. beispielsweise den Teilbereich Energie mit dem FwA Notstrom NRW, um einen Bereitstellungsraum mit elektrischem Strom zu versorgen. Sobald der Zug als Ganzes, oder Teile des Zuges eintreffen sind diese als „geschlossene Einheit“ zu betrachten, d. h. die Fahrzeuge des Zuges sind einzig für diesen und der Erfüllung dessen Aufgaben eingeplant und können nicht anderweitig eingesetzt werden.

## Limitationen
Der Logistikzug ist nicht vorgesehen um eine logistische Versorgung komplett autark aufzubauen. Spätestens nach 24 Stunden muss neues Verbrauchsmaterial beschafft werden. Einige Dinge, wie etwa Güter des täglichen Bedarfs werden bei Abmarsch nicht mitgeführt und können erst vor Ort ergänzt werden. Hinzu kommt, dass keine Zelte mitgeführt werden können, weshalb eine feste Unterkunft als Basis erwartet wird, die den Ruhebereich inklusive Duschen und Toiletten stellt. Außerdem ist für den Betrieb des Verpflegungsbereiches ein Trink- und Abwasseranschluss zwingend notwendig. Die anfordernde Führungskraft sollte die vorhandene Infrastruktur vor dem Einsatz des Logistikzuges erkunden.